# Simón Bolívar en el Cuzco

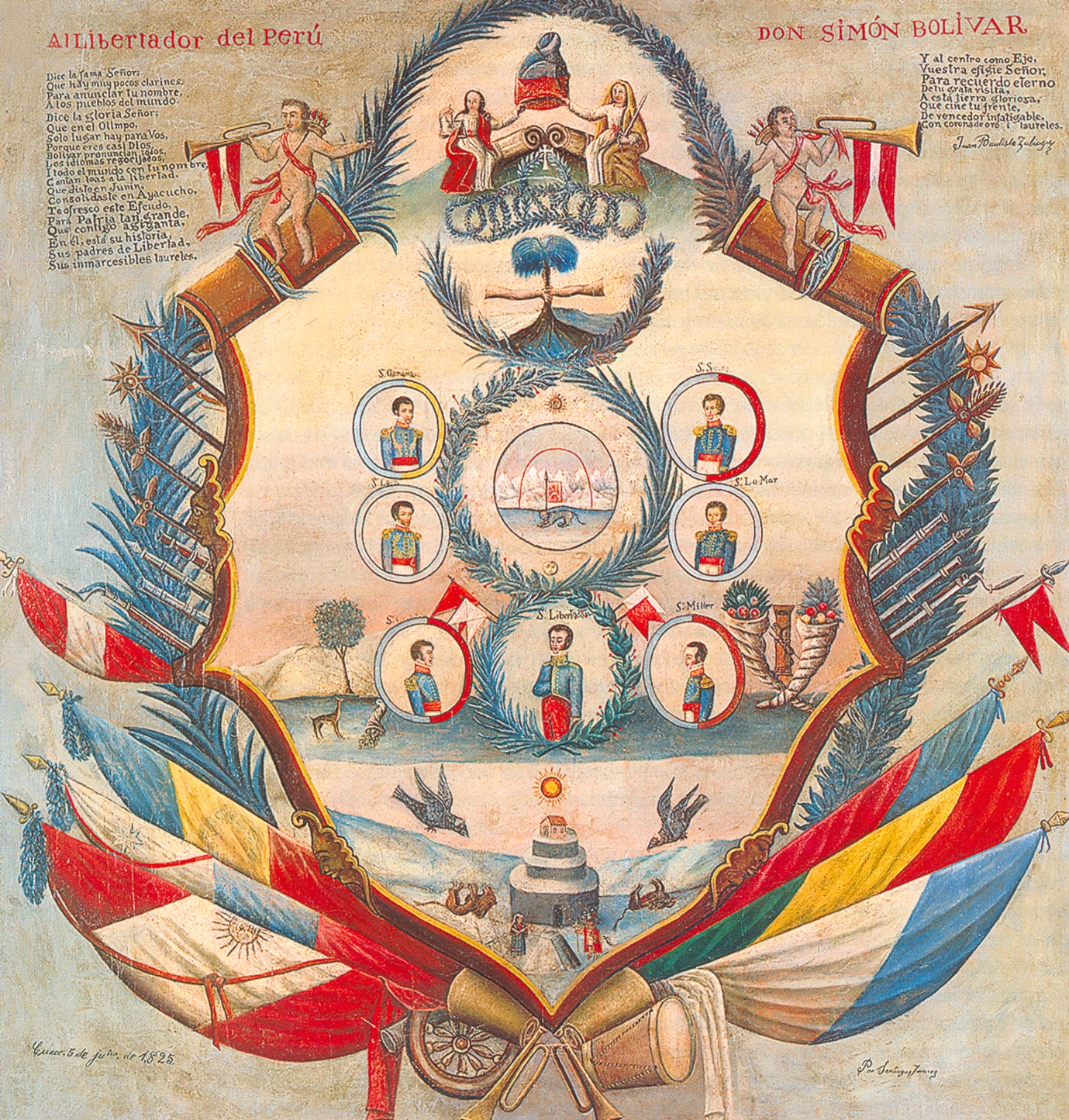
Cuadro alegórico sobre la presencia del Libertador Bolívar en el Cusco, pintada por Santiago Juárez (1825).

Los días 10, 11 y 12 de febrero de 1825, el Congreso peruano dispuso honores y preseas extraordinarios para el Libertador Simón Bolívar, dándole las gracias por las victorias de Junín y Ayacucho. Luego, el 18 de febrero, el mismo Congreso de la República del Perú no aceptó la renuncia del Libertador a la presidencia de la República y prorrogó su mandato por un año. El 11 de abril, en el cénit de su gloria, Bolívar inició un recorrido por las provincias peruanas del sur, que concluía en el Alto Perú.
SÍ bien el Libertador despertaba resistencias entre la aristocracia limeña,  los habitantes de la cordillera andina, conscientes de las dimensiones de la lucha por la independencia del imperio español, proclamaban su sentimiento de gratitud con gran fervor y vehemencia.
Fue un recorrido triunfal, apoteósico, tanto en las ciudades como en los pueblos. Estuvo en Ica (20 de abril), en Nasca (26 de abril), Yauca (28 de abril), Acarí (29 de abril), Caravelí (5 de mayo), Chinchin (7 de mayo) y Arequipa (12 de mayo). Estando Bolívar en esta última localidad, alertados los cuzqueños sobre la posible fecha de llegada del Libertador a su ciudad, por iniciativa del prefecto Agustín Gamarra se organizaron con la requerida anticipación suntuosas ceremonias y agasajos de recibimiento.
El 10 de junio, Bolívar y su comitiva partió de Arequipa y llegó a Lampa (16 de junio), Pucará (17 de junio) y Sicuani (21 de junio). Al arribar el Libertador y su comitiva el 21 de junio a La Raya, límite entre los departamentos de Puno y Cusco, encontró a las autoridades cusqueñas, con el prefecto Agustín Gamarra al frente de ellas, listas para acompañarlo las 35 leguas que distaban hasta la ciudad imperial. Todo el trayecto estuvo adornado con arcos de flores, puntos de apeo y refresco bien provistos, y gente del pueblo colmando ambos lados de la vía ofreciendo su saludo.
El 24 de junio estuvo, entre festejos y aplausos, en el pueblo de Oropesa, y

"El 25, después de haber descansado media hora en una casa del canto, entró públicamente en medio de numeroso concurso de los cuerpos y vecinos que salieron a recibirlo, atravesando por arcos triunfales, calles entapizadas y un inmenso gentío"
Noticia del "El Sol del Cuzco", Nº 27 del 2 de julio de 1825#GGC11C

Según el investigador cajamarquino Horacio Villanueva Urteaga (1981), el recorrido de Bolívar al ingresar a la ciudad fue: Limacpampa grande, Abrazos, Limacpampa chica, San Agustín, calle ancha de Santa Catalina, Plaza Mayor y Cuesta del Almirante, yendo paso a paso entre cimientos de piedra de los incas y edificaciones coloniales sobrepuestas. De ahí entró en la Catedral donde, después de un regio Te Deum, el obispo del Cuzco, fray Calixto de Orihuela, puso en el pecho del héroe una cruz de oro y piedras preciosas, joya descrita por Clorinda Matto de Turner en sus "Tradiciones cuzqueñas y leyendas" (1886), aunque atribuyendo el gesto a un ignoto canónigo de apellido Florido.
Luego, en el Palacio Municipal, Bolívar recibió en sus sienes una corona cívica de oro, diamantes y perlas, de manos de doña Francisca Zubiaga, esposa del prefecto Agustín Gamarra. Asimismo un caballo con jaez de oro y las llaves de oro de la ciudad. Tras el banquete oficial hubo una fiesta de recepción en la Casa Municipal que concluyó avanzada la noche con castillos de fuegos artificiales, mientras toda la ciudad celebraba en calles y plazas. Finalmente Bolívar se dirigió a su alojamiento en la sede del Colegio San Francisco de Borja. Según anota el general O‘Leary, edecán del Libertador, en sus "Memorias":

"Nada puede compararse a la magnificencia que desplegó la antigua capital de los incas cuando entró en ella (Bolívar) el 25 de junio"
"O‘Leary, "Memorias"#GGC11C

Al día siguiente, Bolívar escribió a Santander comentando su deslumbramiento:

"He llegado ayer al país clásico del Sol de los incas, de la fábula y de la historia (...). Los monumentos de piedra, las vías grandes y rectas, las costumbres inocentes y la tradición genuina , nos hacen testigos de una creación social de la que no tenemos idea, ni modelo ni copia. El Perú es original en los fastos de los hombres"
Carta de Simón Bolívar a Santander del 26 de junio de 1825#GGC11C

Cuenta el historiador venezolano Fabio Puyo Vasco (1988) que

"Bolívar sufrió un gran impacto emocional al conocer la ciudad del Cuzco, (...) le entristeció, sin embargo, encontrar a los indígenas en un estado de miseria lamentable"
Fabio Cuyo Vasco (1988)#GGC11C

Por esta razón, instalado en el Cusco, y a instancias de su maestro, Simón Rodríguez, que lo acompañaba, emitió varios decretos leyes importantes. El 4 de julio dispuso la supresión del servicio personal obligatorio, la mita, que agobiaba a la población indígena y ordenó la entrega de las tierras, con títulos de propiedad, a las comunidades nativas. El 5 de julio dispuso un montepío para las hijas del prócer Mateo Pumacahua y un decreto de protección de la crianza de la vicuña. El 8 de julio dio diversos decretos  relacionados con rentas para la educación, además de ordenar la reapertura de la Universidad de San Antonio Abad (ocurrida el  26 de abril de 1826), crear el Colegio Nacional de Ciencias y Artes (que inició sus actividades el 28 de octubre de 1827) y el Colegio Educandas para señoritas. El 10 de julio ordenó la construcción de tres carreteras: Cusco-Arequipa, Puno-Arequipa y Puno-Alto Perú, por cuenta del Estado y bajo la dirección del coronel Clemente Althaus.
Habría fiestas, misas, inauguraciones y medallas durante todo el mes. Además de admirar los monumentos incas y coloniales en la ciudad del Cusco, Bolívar visitó Sacsayhuamán, en el valle sagrado, Yucay y la villa de Urubamba. Cerca del final de su visita, en la madrugada del 25 de julio, a la 01:00, hubo en la ciudad salvas de artillería con repique de campanas, conmemorando los 42 años de vida del Libertador.
Bolívar permaneció  en el Cusco hasta el 26 de julio. En su alojamiento de San Borja, poco antes de partir,  tuvo una importante reunión con el mariscal vencedor de Ayacucho, Antonio José de Sucre, concerniente al futuro del Alto Perú. Pocos días antes, contempló las ruinas incas de Ollantaytambo, encomendando por carta a Hipólito Unanue adoptar medidas para su buena conservación, ya que "la gloria de estos monumentos aún en ruinas reclaman a favor de sus autores, y no debe quedar olvidada". Y añadió: "He visto monumentos de los incas que tienen el mérito de la originalidad y un lujo asiático".
El diario "El Sol del Cusco", N.º 35, del 27 de julio de 1825, apuntó sobre la partida del Libertador:

"El 26 a las 12 del día dejó su excelencia esta capital, derramando el sentimiento de todos sus habitantes que tuvieron la dulce satisfacción de conocerle (...). Las torres desplegaron sus clamores que, alternados a los tiros de artillería, tornaban en la circunstancia  la más triste sensación, templándose algún tanto con dirigir todos sus votos al Altísimo por las felicidades y conservación del inmortal Bolívar"
Diario "El Sol del Cusco", Nº 35 del 27 de julio de 1825#GGC11C

Luego, partió hacia Tinta y nuevamente pasó por Pucará, rumbo a Puno, donde el 2 de agosto recibió el célebre elogio de José Domingo Choquehuanca, a quien obsequió su legendario capote. Choquehuanca sale a su encuentro con la arenga que lo inmortalizara:

"Quiso Dios de salvajes formar un gran imperio y creó a Manco Cápac; pecó su raza y lanzó a Pizarro. Después de tres siglos de expiaciones ha tenido piedad de la América y os ha creado a vos. Sois pues, el hombre de un designio providencial. Nada de lo hecho hasta ahora se asemeja a lo que habéis hecho, y para que alguno pueda imitaros será preciso que haya un mundo por libertar. Habeis fundado tres repúblicas que en el inmenso desarrollo a que están llamadas, elevan vuestra estatua a donde ninguna ha llegado. Con los siglos crecerá vuestra gloria como crece la sombra cuando el sol declina".
#GGC11C

## Curiosidad
Se cuenta en el Cusco que Simón Bolívar descansó bajo un árbol llamado "chachacomayoc", el que aún permanece en pie, aunque sin vida, en la actual Avenida de la Cultura , al comenzar la cuadra 8.